# Neoregelia petropolitana
Neoregelia petropolitana är en gräsväxtart som beskrevs av Elton Martinez Carvalho Leme. Neoregelia petropolitana ingår i släktet Neoregelia och familjen Bromeliaceae. Inga underarter finns listade i Catalogue of Life.